# Вангди-дзонг
Дзонг города Вангди-Пходранг — крепость, монастырь и административный корпус. Это один из самых крупных дзонгов в Бутане.
Дзонг основал объединитель Бутана Шабдрунг Нгаванг Намгьял в 1638 году. Дзонг расположен на холме при слиянии рек Пунак-Чу и Данг-Чу и главенствует над местностью, держа под контролем дороги с запада на восток страны. В 1684 году дзонг был укреплён и расширен. В 1837 году дзонг пострадал от пожара, а в 1897 году — от землетрясения, после катастроф дзонг был восстановлен.
В дзонг имеется только один вход, территория дзонга разделена на три перегороженных отсека. На откосах посажены, скорее всего для защиты от нападающих.
8 марта 2012 года Вангди-Пходранг-дзонг был включен в предварительный список Бутана для включения в Список объектов всемирного наследия ЮНЕСКО.
24 июля 2012 года, во время работ по реконструкции, дзонг сгорел. Реликвии дзонга были перенесены по случаю реконструкции.
В конце января 2014 года было объявлено о начале работ по восстановлению дзонга.

## Фотографии

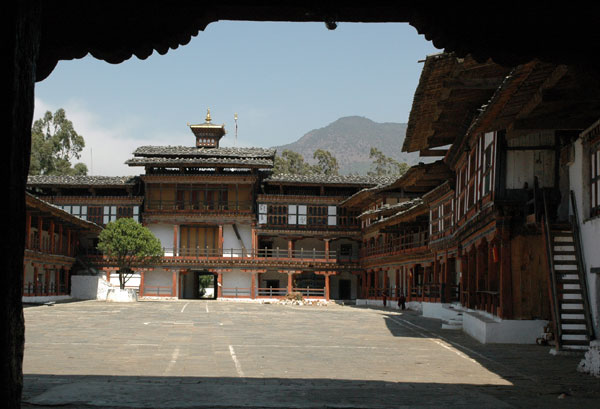
Административная часть дзонга
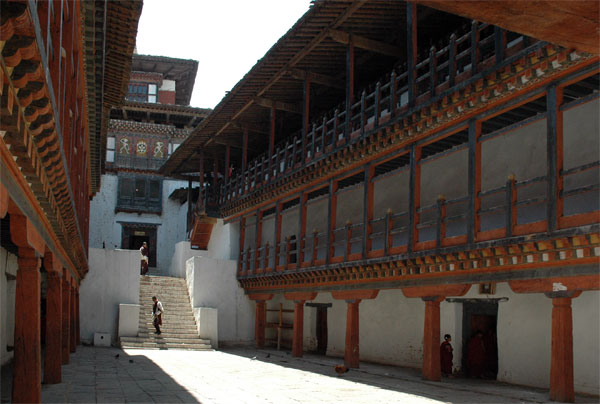
Первая часть дзонга при входе
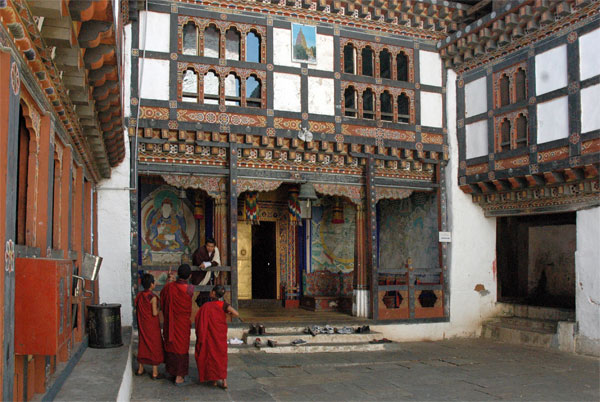
Монастырская часть дзонга
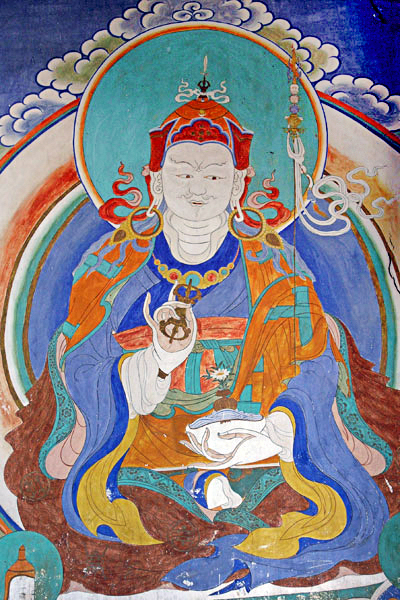
Изображение Падмасамбхавы